# Mileștii Noi, Ialoveni
Mileștii Noi este un sat din cadrul comunei Răzeni din raionul Ialoveni, Republica Moldova.

## Demografie

### Structura etnică
Structura etnică a localității conform recensământului populației din 2004:
| Grup etnic                                               | Populație | % Procentaj  |
| -------------------------------------------------------- | --------- | ------------ |
| Băștinași declarați Moldoveni Băștinași declarați Români | 526 16    | 96,34% 2,93% |
| Ruși                                                     | 2         | 0,37%        |
| Ucraineni                                                | 2         | 0,37%        |
| Total                                                    | 546       |              |